# Betclic
Betclic è un sito web francese di scommesse sportive fondato nel 2005 con sede a Malta.

## Storia
Betclic è stata fondata a Londra nel 2005 da Nicolas Béraud con un investimento di 3 milioni di Euro ed un solo dipendente al seguito .
Nel 2008, Mangas Gaming acquistò il 75% di Betclic dal suo proprietario per 50 milioni di Euro. Nel 2009, la SBM acquistò il 50% del capitale di Betclic.
Nel 2010, Betclic occupa fra il 35% e il 40% della quota di mercato delle scommesse sportive online in Francia. Betclic è il leader delle scommesse sportive in Francia a partire dall'apertura del mercato nel 2010, con una quota di mercato del 36%, superando PMU (25 %) e Bwin (20 %) nel 2013
Durante Euro 2012, Betclic ha generato 2 milioni di scommesse sportive intorno all'evento, con un guadagno di 12 milioni di Euro. È legale dalla metà del 2019 e funziona online. È interessante notare che le scommesse sportive su Betclic non sono state legali per molto tempo. Il bookmaker ha approfittato di numerose scappatoie nella legge polacca e ha guadagnato entrate aggiuntive non pagando le tasse in Polonia.

## Sponsorizzazioni
Nel 2009, l'azienda sponsorizza la società calcistica francese Olimpique Lyonnais. Solo a partire dal 1º giugno 2010, data in cui entra in vigore la legge francese sulla liberalizzazione delle scommesse sportive la società calcistica ha potuto esibire la maglia con lo sponsor Betclic.
Nella stagione 2010-2011 Betclic diventa sponsor dell'Olympique de Marseille e della Juventus.